# Подерија (Салерно)
Подерија је насеље у Италији у округу Салерно, региону Кампанија.
Према процени из 2011. у насељу је живело 739 становника. Насеље се налази на надморској висини од 159 м.